# Tyler Posey
Tyler Posey (Santa Monica, Kalifornia, 1991. október 18. –) amerikai színész és énekes. 
Színészi karrierjét hatévesen kezdte. A Lost in Kostko nevű együttes énekese.

## Pályafutása
John Posey színész gyermeke, két testvére van, Jesse és Derek. A Santa Monica-i Hart középiskolába járt.
A színészet mellett a Lost In Kostko együttes énekese és gitárosa.

## Filmográfia

### Film
| Év   | Magyar cím            | Eredeti cím              | Szerep           | Magyar hang     |
| ---- | --------------------- | ------------------------ | ---------------- | --------------- |
| 2002 | Az igazság nevében    | Collateral Damage        | Mauro            |                 |
| 2002 | Álmomban már láttalak | Maid in Manhattan        | Ty Ventura       | Baráth István   |
| 2002 | Álmomban már láttalak | Maid in Manhattan        | Ty Ventura       | Maszlag Bálint  |
| 2005 |                       | Inside Out               | Obert            |                 |
| 2007 |                       | Veritas, Prince of Truth | Mouse Gonzalez   |                 |
| 2010 |                       | Legendary                | Billy Barrow     |                 |
| 2012 | A bátyám árnyékában   | White Frog               | Doug             | Szvetlov Balázs |
| 2013 | Horrorra akadva 5.    | Scary Movie 5            | David            |                 |
| 2016 | Jógamánia             | Yoga Hosers              | Gordon Greenleaf | Berkes Bence    |
| 2018 |                       | Taco Shop                | Smokes           |                 |
| 2018 | Felelsz vagy mersz    | Truth or Dare            | Lucas Moreno     | Markovics Tamás |
| 2019 | Az utolsó nyarunk     | The Last Summer          | Ricky Santos     |                 |
| 2020 | Karanténban           | Alone                    | Aidan            |                 |
| 2023 |                       | Teen Wolf: The Movie     | Scott McCall     |                 |

### Televízió
- 2001–2004:	Doki – Raul Garcia (főszereplő)
- 2006: Smallville – Javier Ramirez (1 epizód)
- 2011-2017: Teen Wolf – Farkasbőrben – Scott McCall (főszereplő)

## Díjak és jelölések
- 2002: Legjobb alakítás televíziós vígjátékban vagy drámában – Doki
- 2004: Legjobb alakítás televíziós vígjátékban vagy drámában – Doki
- 2005: Leginspirálóbb televíziós alakítás – Doki
- 2011: A nyár férfi televíziós sztárja – Teen Wolf
- 2011: Áttörő televíziós sztár – Teen Wolf